# Joyería Aladrén

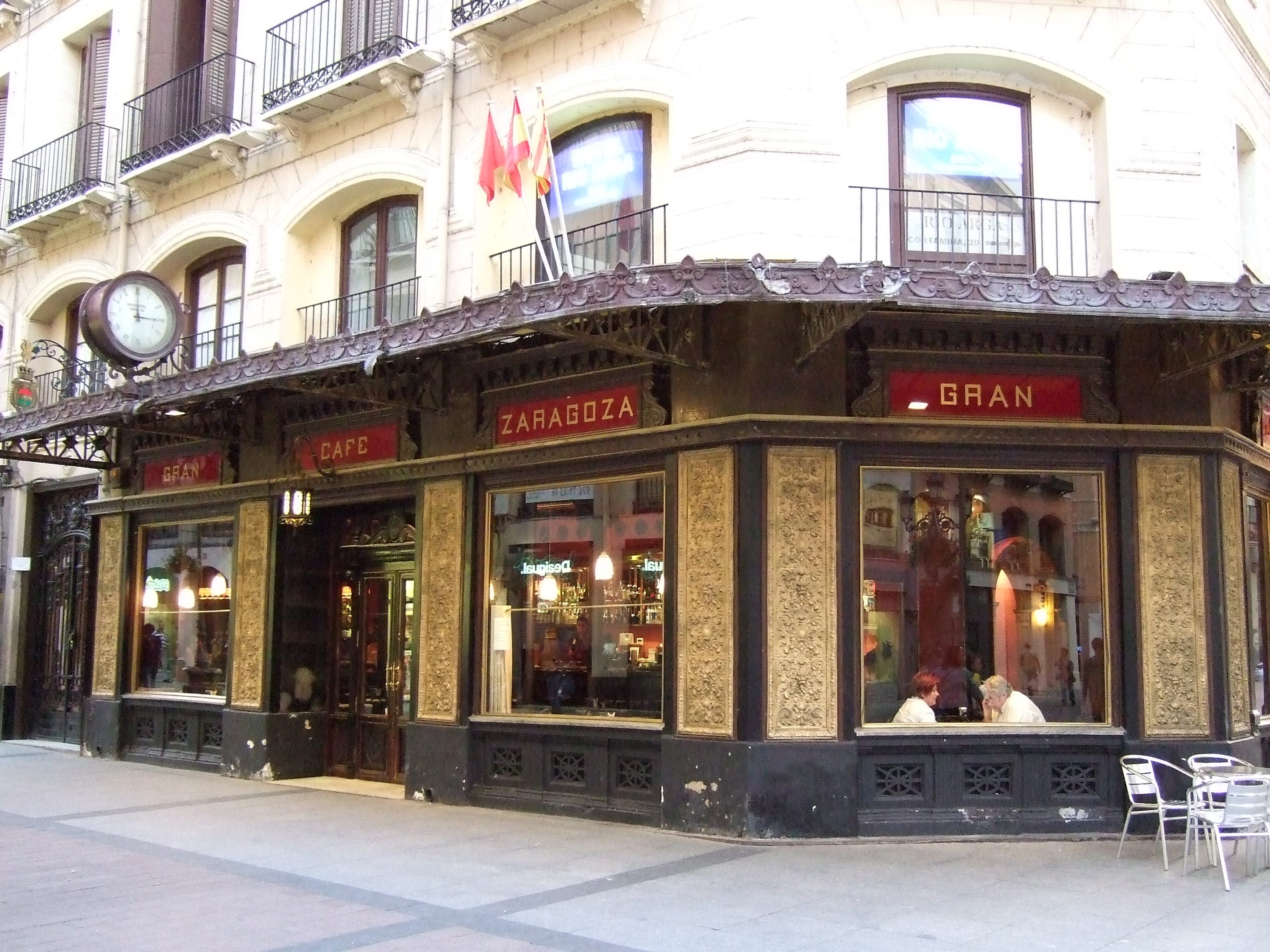
Antigua joyería Aladrén

La Joyería Aladrén situada en Zaragoza (España) ocupa un local comercial en chaflán, con puerta principal abierta hacia la calle Alfonso I, número 25, y con una entrada de servicio en la calle Contamina. Su diseño fue realizado por el arquitecto don Luis Aladrén Mendivil en 1885 siguiendo el estilo ecléctico e historicista propio de finales del siglo XIX. 
 

## Descripción exterior
El proyecto fue realizado por el arquitecto Luis Aladrén y presentado por su hermano Alberto al propietario del inmueble, Mariano Baselga, quien quiso inaugurar aquí un comercio de lujo acorde con la nueva burguesía instalada en la zona. 
Presenta una gran fachada en chaflán con cuatro expositores acristalados, enmarcados por plafones rectangulares decorados con paneles de plata repujada y sobredorada con motivos vegetales. La puerta también es acristalada y se encuentra rematada por un entablamento y un pequeño frontón curvo. 
Toda la fachada está protegida por una gran marquesina metálica compuesta por piezas de fundición y cristales, que sostiene un reloj.

## Descripción interior
- Tres salas ricamente decoradas y con pavimentos de época:
- Primera.-Tienda: Cubierta por una techumbre acasetonada de madera, sujeta por columnas de hierro, radiadores de fundición. Paredes recubiertas en su parte baja con un sencillo arrimadero, y en su parte superior por decoración de telas ricamente bordadas.
- Segunda.-Despacho: Pequeña estancia con iluminación desde la calle a la que se accede por una puerta situada a la derecha de los mostradores.
- Tercera.-Sala: Salita de Luis XVI, habitación de medianas dimensiones a la que se accede por una puerta abierta entre las vitrinas situadas al fondo de la tienda. Pintada en tonos crudos y dorados; es el espacio más lujoso de todo el establecimiento por la abundante decoración neobarroca que cubre sus paredes y por el tratamiento acasetonado del techo.

## Catalogación
Por orden de 5 de abril de 2002, publicada en el BOA de 22 de abril de 2002 del Departamento de Cultura y Turismo, se declara Bien Catalogado del Patrimonio Cultural Aragonés.